# Меріон Дейвіс
Меріон Сесілія Доурас Дейвіс (англ. Marion Davies; 3 січня 1897 — 22 вересня 1961) — американська комедійна акторка німого кіно, продюсерка, сценаристка та філантропка. Удостоєна зірки на Голлівудській алеї слави.

## Біографія
Меріон Сесілія Доурас народилася в Нью-Йорку 3 січня 1897 року. Кар'єру розпочала співачкою в хорі, а потім отримала запрошення на участь у шоу «Шаленості Зігфелда». Її кінокар'єра почалася в 1917 році, коли Меріон було 20 років. Через рік вона познайомилася з газетним магнатом Вільямом Рендольфом Герстом, який завдяки своєму впливу допоміг подальшому розвитку її кар'єри. Меріон Дейвіс знялася в багатьох знаменитих фільмах епохи німого кіно, а з приходом звукових фільмів її кар'єра поступово пішла на спад. Останній раз на великому екрані вона з'явилася в 1937 році.
Її любовний зв'язок з Герстом тривав до його смерті в 1951 році. Через пару місяців після його смерті Меріон у віці 54 років одружилася з Хорасом Дж. Брауном. З ним вона залишалася до своєї смерті від раку шлунка 22 вересня 1961 року.
Меріон Дейвіс удостоєна зірки на Голлівудській алеї слави на Голлівуд-бульвар 6326.

## Фільмографія
- 1920 — Неспокійний секс / The Restless Sex — Стефані Клеланд
- 1928 — Люди мистецтва / Show People — Пеггі Пеппер
- 1928 — Патсі / The Patsy — Патриція Гаррінгтон